# 宮野彬
宮野 彬（みやの あきら、1933年10月25日 - 2020年2月13日）は、日本の刑法学者。

## 人物
東京生まれ。東京大学大学院法学研究科刑法専攻博士課程中退。鹿児島大学助教授を経て、明治学院大学教授。2003年定年、名誉教授。安楽死、裁判の報道などを論じた。

## 著書
- 『安楽死 人間に"死ぬ権利"はあるか』(日経新書)日本経済新聞社, 1976
- 『安楽死から尊厳死へ』弘文堂, 1984
- 『犯罪の現代史 犯罪白書の分析から』三嶺書房, 1986
- 『日本の刑事裁判』三嶺書房, 1987
- 『刑法の社会学』三嶺書房, 1989
- 『刑事和解と刑事仲裁』信山社出版, 1990
- 『裁判のテレビ中継を』近代文芸社, 1993
- 『揺れる絞首刑台』近代文芸社, 1994
- 『オランダの安楽死政策 カナダとの比較』成文堂, 1997
- 『刑事法廷でのビデオテープ』成文堂, 1999
- 『刑事法廷のカメラ取材 アメリカの規制緩和プロセス』信山社出版, 2001
- 『刑事裁判のテレビ報道 ガイドラインと実験的試み』信山社出版, 2001